# Lista de membros da Royal Society eleitos em 2017
Esta página lista pessoas que foram eleitas membros da Royal Society em 2017.

## Membros da Royal Society (FRS)
1. Yves-Alain Barde[3]
2. Tony Bell
3. Christopher Bishop
4. Neil Burgess[4]
5. Keith Beven
6. Wendy Bickmore
7. Krishna Chatterjee[5]
8. James Robert Durrant[6]
9. Warren East
10. Tim Elliott[7]
11. Anne Ferguson-Smith[8]
12. Jonathan M. Gregory
13. Mark William Gross[9][10]
14. Roy Michael Harrison[11]
15. Gabriele C. Hegerl
16. Edward C. Holmes[12]
17. Richard Houlston[13]
18. E. Yvonne Jones[14]
19. Subhash Khot

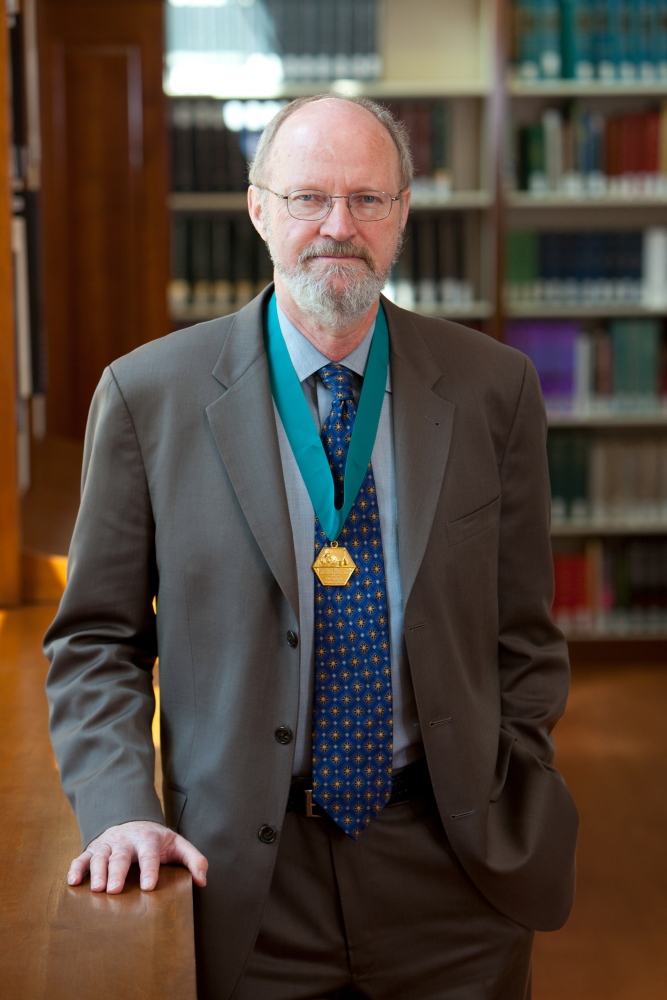
Robert Grubbs ForMemRS

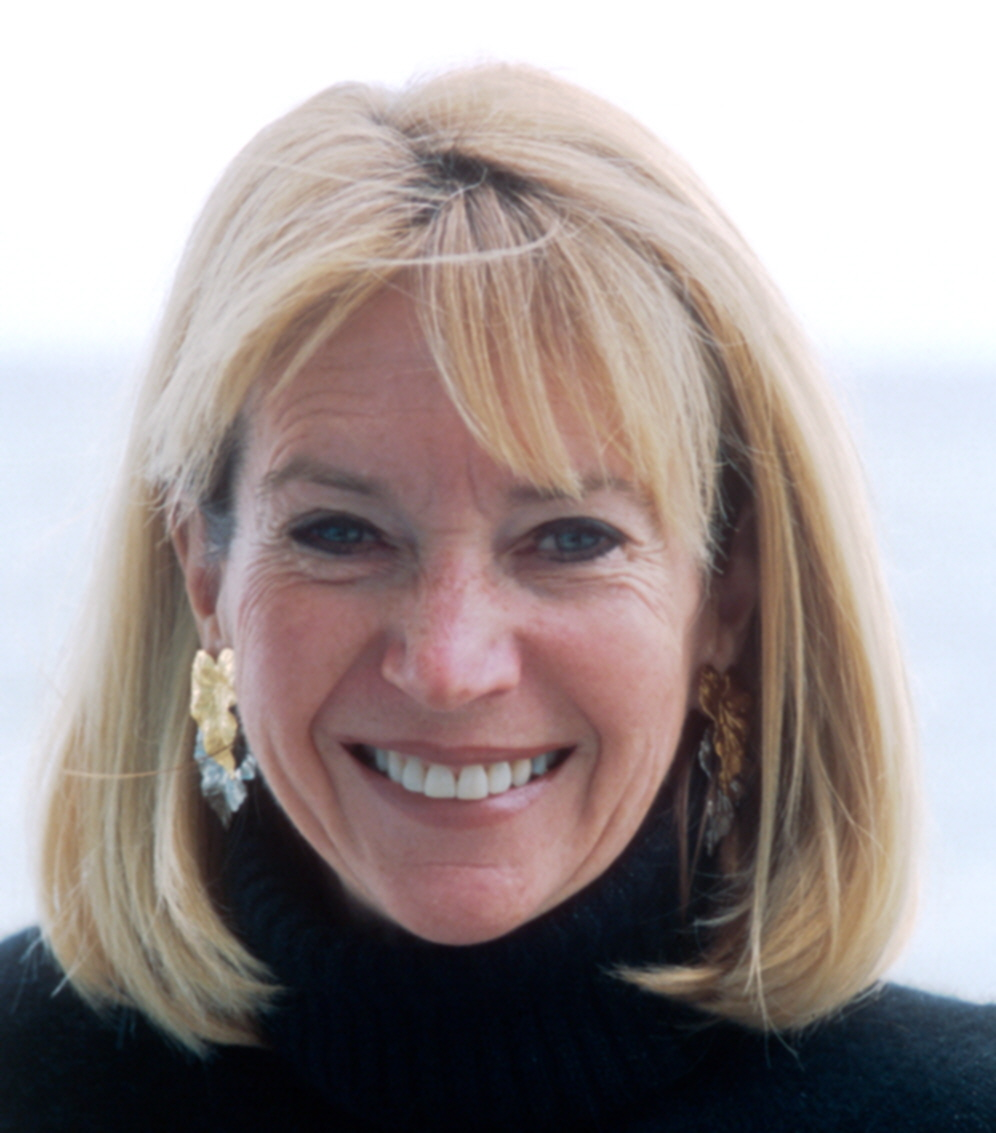
Marcia McNutt ForMemRS

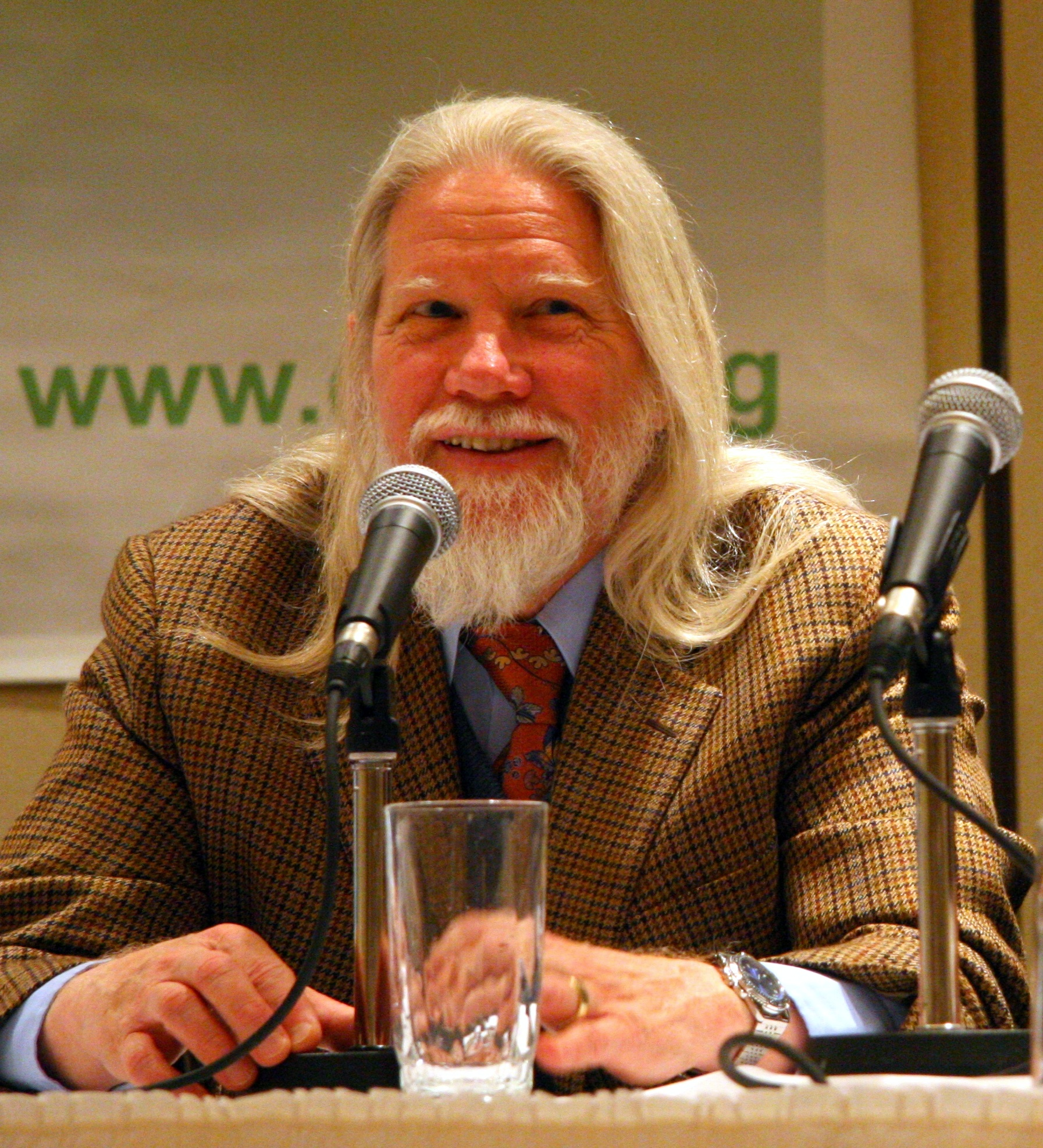
Whitfield Diffie ForMemRS

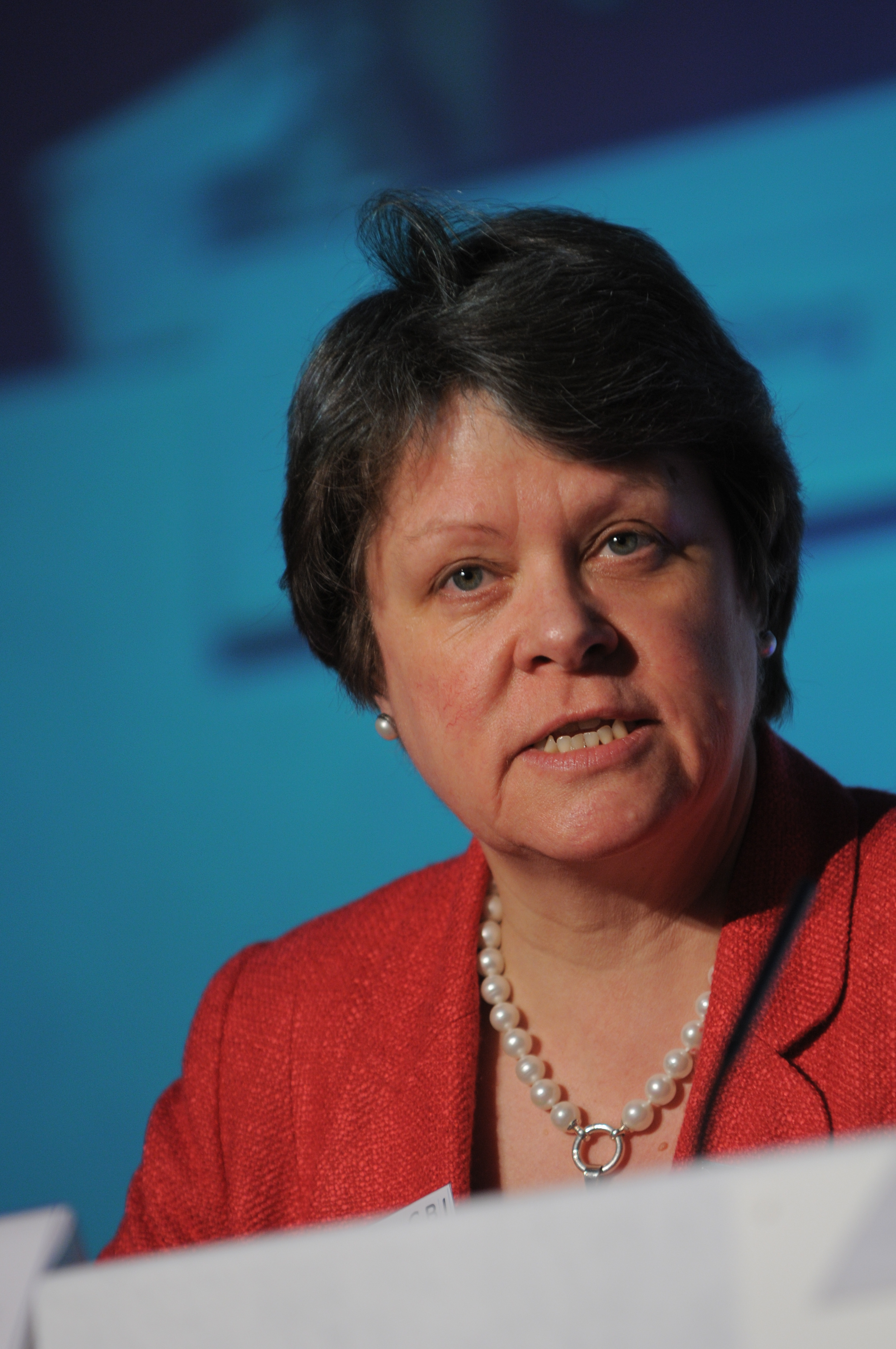
Julia King FRS

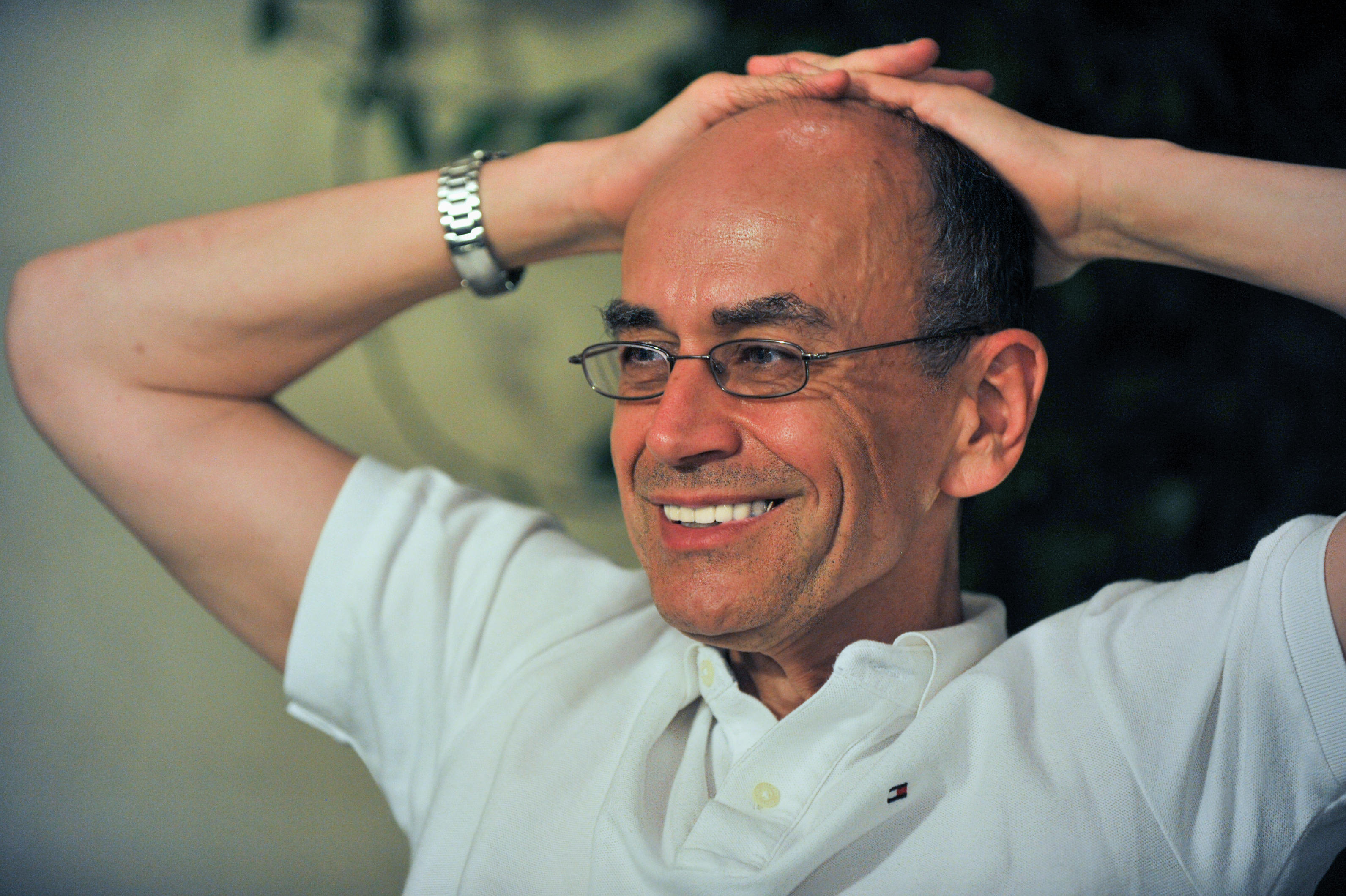
Thomas Südhof ForMemRS

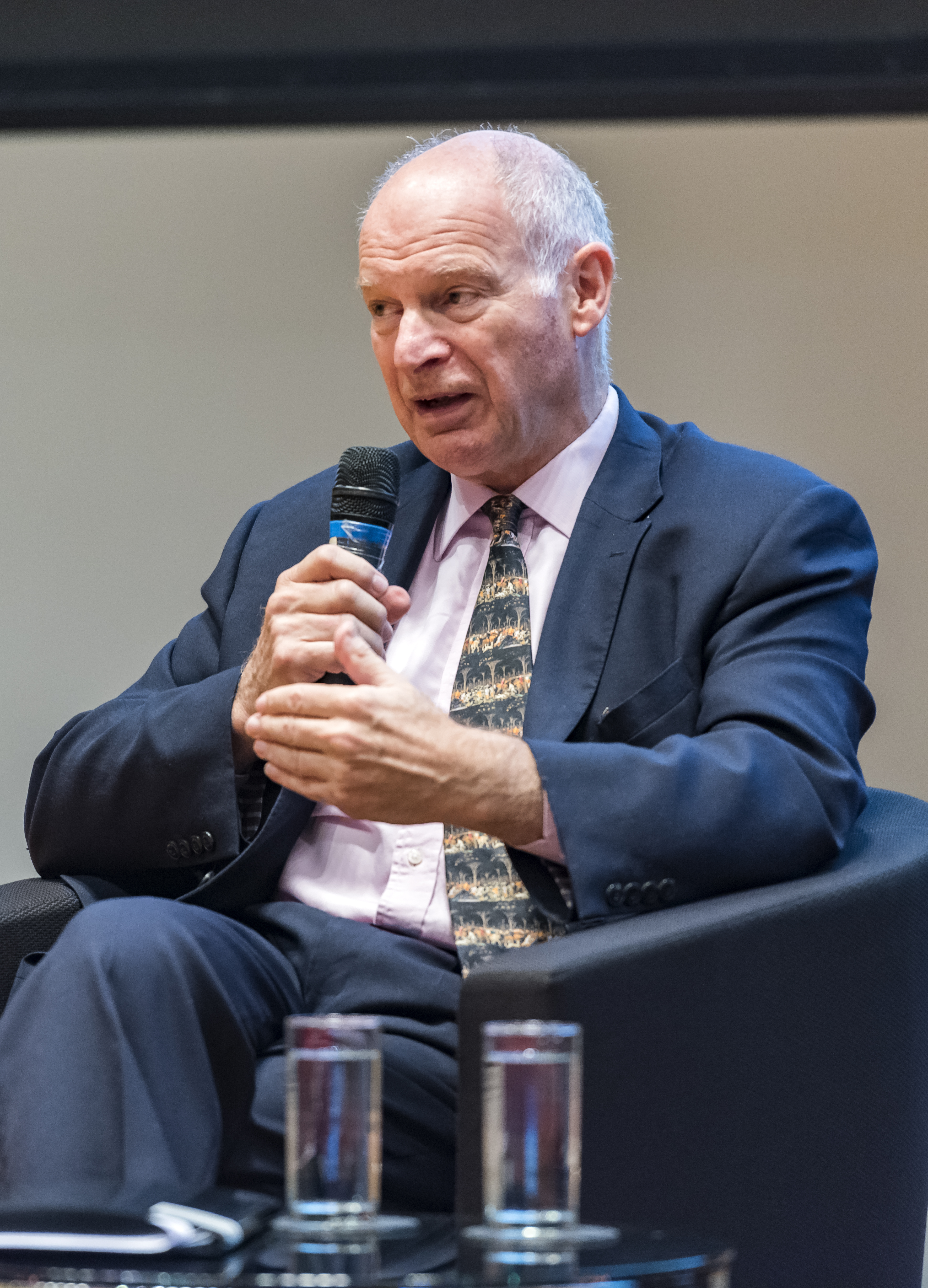
David Neuberger HonFRS

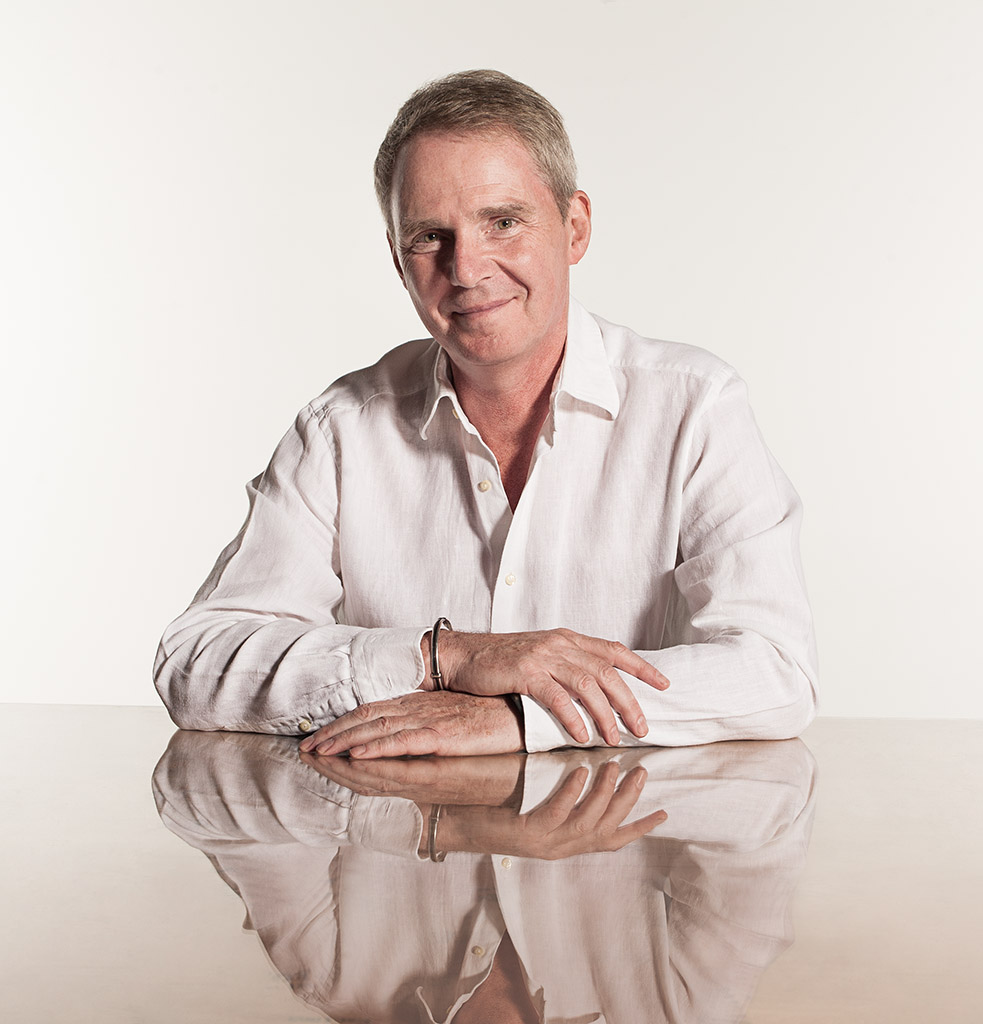
Nigel Shadbolt FRS

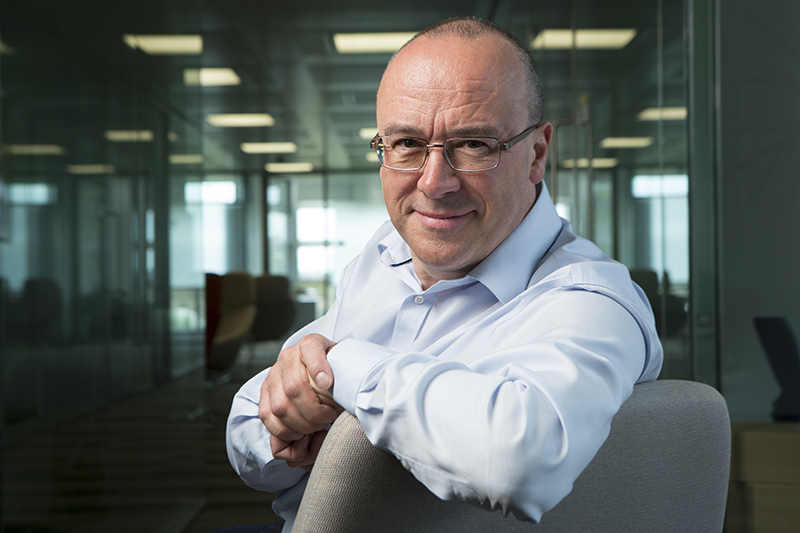
Christopher Bishop FRS

20. Julia King, Baroness Brown of Cambridge
21. Stafford Lightman
22. Yadvinder Malhi[15]
23. Andrew N. J. McKenzie[16]
24. Gerard J. Milburn
25. Anne Neville[17]
26. Alison Noble[18]
27. Andrew Orr-Ewing[19]
28. David J. Owen[20]
29. Lawrence Paulson
30. Josephine Pemberton[21]
31. Sandu Popescu
32. Sarah Price[22][23]
33. Anne Ridley[24]
34. David Rubinsztein
35. Gavin Salam[25]
36. Nigel Shadbolt
37. Angus Silver[26]
38. Gordon Douglas Slade
39. Jennifer Anne Thomas[27]
40. Peter Smith[28]
41. Nicola Spaldin
42. Jonathan P. Stoye
43. John Sutherland
44. J. Roy Taylor[29]
45. Patrick Vallance[30]
46. Susanne von Caemmerer
47. Hugh Christian Watkins
48. Roger L. Williams[31]
49. Kenneth H. Wolfe[32]
50. Andrew W. Woods[33]

## Honorary Fellows (HonFRS)
1. David Neuberger, Baron Neuberger of Abbotsbury

## Foreign Members (ForMemRS)
1. Max Dale Cooper
2. Whitfield Diffie
3. Robert Grubbs
4. Hideo Hosono
5. Marcia McNutt
6. Ginés Morata
7. Robert Oliver Ritchie[34]
8. Thomas Südhof
9. David Tilman
10. Susan Randi Wessler